# Anja & Anton
Anja & Anton ist eine deutsche Kinder- und Jugendserie, die von 1998 bis 2007 von der Studio-TV-Film GmbH in Berlin im Auftrag des ZDF produziert wurde. In den ersten zwei Staffeln trug die Serie noch den Titel Anja, Anton und … Die Erstausstrahlung der ersten Episode erfolgte am 24. Dezember 1998 auf dem Kinderkanal.
Die Regisseure der 55 Episoden waren Karl-Heinz Käfer (27 Episoden, 1998–2003), Marc-Andreas Bochert (16 Episoden, 2004–2008), Arend Agthe (8 Episoden, 2004–2006) und Hans-Henning Borgelt (4 Episoden, 2002). Käfer war auch der Drehbuchautor der Serie und unter anderem an den ZDF-Kinderserien Löwenzahn, Siebenstein und mittendrin beteiligt. Die Dreharbeiten fanden in Berlin-Köpenick und Umgebung statt.

## Handlung
Im Mittelpunkt der Handlung stehen der kauzige Dr. Anton Müggelheim, der Ingenieur in einem stillgelegten und denkmalgeschützten Wasserwerk in der Nähe des Müggelsees bei Berlin-Köpenick ist, und seine junge, tierliebe Untermieterin Anja Teigler. In weiteren Rollen sind Anjas Freund Klaus-Peter und Antons Vorgesetzter Direktor Schwalbe zu sehen. In der Serie geht es hauptsächlich um die Themen Freundschaft, Tiere, Umwelt und Natur. 

## Auszeichnung
Beim 11. Kinderfilm- und Fernsehfestival „Goldener Spatz“ im Jahr 1999 gewann Anja, Anton und … das Huhn den Preis der Fachjury für das beste Vorschulprogramm. Begründung: „Am Anfang soll das Huhn im Kochtopf landen, am Ende sorgt sich Anton selbst um den notwendigen Nachwuchs, denn das Huhn ist ein Gesellschaftstier. Über Anja und Anton, dieses ungleiche Menschenpaar, erfahren wir, daß Hühner Lebewesen sind mit Fähigkeiten, Bedürfnissen und Ausdrucksmöglichkeiten. Der Film verbindet kognitive Lerninhalte in gelungener Weise mit sozialen Lernzielen und spielerischen Einfällen: Wissensvermittlung in sinnlicher Weise […] mit Witz und Charme. Ein gelungenes Vorschulprogramm.“